# Addio mia regina
Addio mia regina (in francese: Les Adieux à la Reine) è un romanzo storico di Chantal Thomas, pubblicato in Francia da Seuil nel 2002 e in Italia da Rizzoli nel 2003. Questo romanzo è stato tradotto in una ventina di lingue e ha vinto nel 2002 il prestigioso premio Prix Femina. Dal romanzo è stato tratto nel 2012 il film omonimo di Benoît Jacquot.

## Trama
Il romanzo è la cronaca degli avvenimenti vissuti nella reggia di Versailles dal 14 al 16 luglio 1789, i primi tre giorni della rivoluzione francese che segnarono la fine dell'ancien régime, narrati in prima persona a Vienna, nell'inverno del 1810, dall'anziana Madame Agathe-Sidonie Laborde, già lettrice a Versailles della regina Maria Antonietta. La narratrice ricorda come il 14 luglio a corte si rispettasse ancora il solito rituale, incuranti di quanto accadeva a Parigi; di come nei giorni successivi si apprendesse con crescente sorpresa e angoscia l'incalzare degli avvenimenti, dei preparativi di fuga dei cortigiani più esposti (il conte d'Artois, i Condé, i Polignac), della riluttanza alla partenza da parte di Luigi XVI invano pregato dalla regina, infine dalla fuga della narratrice in compagnia di Madame de Gramont, figlia della duchessa di Polignac, la favorita di Maria Antonietta.

## Opere derivate
- Addio mia regina (Les Adieux à la Reine), film del 2012 diretto da Benoît Jacquot. Il film, girato in gran parte nella reggia di Versailles, è una co-produzione franco-spagnola, presentato, come film di apertura in concorso per l'Orso d'oro al 62º Festival internazionale del cinema di Berlino, il 9 febbraio 2012.[5]

### Edizioni
- (FR) Les adieux à la reine, collana Fiction & Cie, Paris, Seuil, 2002, ISBN 20-20-41477-5.
- Addio mia regina, collana La scala, traduzione di Fabrizio Ascari, Milano, Rizzoli, 2003, ISBN 88-17-87229-6.

### Fonti critiche
- Fabio Gambaro, «Il piacere della Storia, Grande successo in Francia per il romanzo a sfondo storico, che conquista pubblico e critica», Il Sole 24 Ore, 1º dicembre 2002.